# Парк Горького (Таганрог)
Парк культури і відпочинку імені Максима Горького — міський парк у Таганрозі, розташований за адресою вулиця Петровська, 104.

## Історія

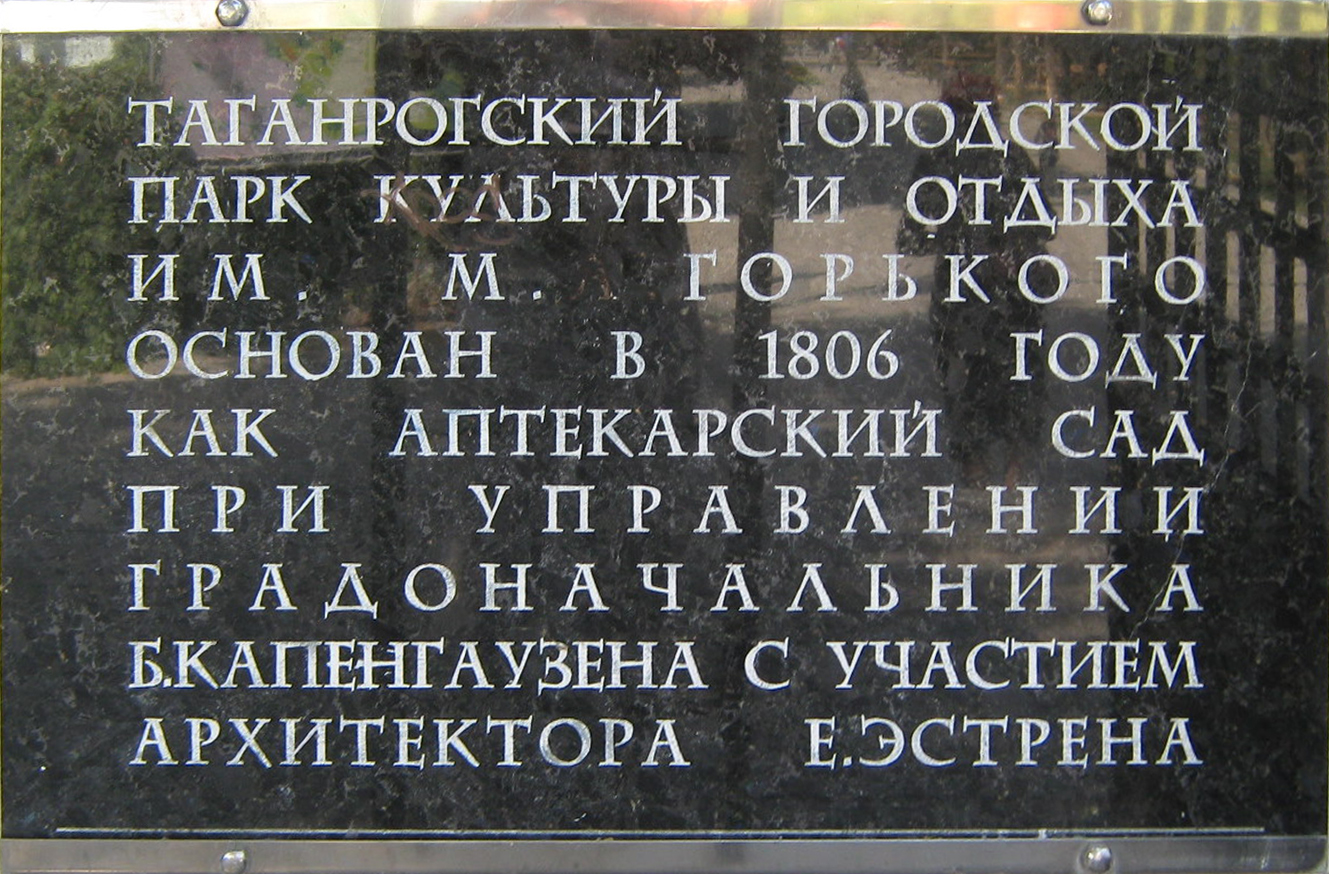
Анотаційна дошка при вході

вхід до парку

2 (14 квітня) 1806 року за клопотанням таганрозького градоначальника барона Б. Кампенгаузена було отримано дозвіл на обладнання у місті аптечного саду. Це було викликано великою потребою у лікарських рослинах. Іноземні та каботажні судна, що приходили в Таганрозький порт неодноразово завозили в місто заразні захворювання. У спеціально відведеному місці знаходився карантин для кораблів, де були невеликі аптечні плантації. Однак вони вже не задовольняли зростаючої потреби в лікуванні хворих людей.
Вирішено було на околиці міста з продовження головної вулиці влаштувати великий сад, де частину ділянки відвести під лікарські рослини, а решту надати для гуляння і відпочинку мешканців.
План саду був складений землеміром Шаржінським, головним розпорядником по влаштуванню став доктор Пісчеков (начальник карантину). Для земляних робіт використовувалися арештанти місцевої тюрми. Було вирито кілька колодязів для поливу, висаджено фруктові дерева (в основному яблуні і груші), декоративні дерева і чагарники, горобину, черемху, виноград, шовковицю.
З лікарських рослин посадили м'яту, цикорій, бузину, щавель, чебрець, ромашку та інші. Першим садівником став грек М. Ласкаракі. Клімат і земля виявилися настільки благодатними, що сад швидко розрісся, давав хороший врожай. Він став найкращим міським садом Новоросійського краю.
У 1817 році були влаштовані альтанки, цегляна галерея, встановлені садові лави. Потім в кінці головної алеї побудували красиву білокам'яну ротонду: відкритий майданчик з колонами під круглим дахом. Її назвали «Павільйон-клуб», там була естрада для оркестру, влітку ротонду орендували під ресторан або кафе.

Вічний вогонь

Стара ротонда існувала ще в 1930-ті роки, тепер приблизно на її місці встановлено Вічний вогонь в пам'ять загиблих у радянсько-німецьку війну.
До часу перебування в Таганрозі імператора Олександра I (осінь 1825 року) сад вже являв собою мальовничий куточок. Цар любив приходити сюди і сидіти поблизу обриву, милуючись Таганрозькою затокою. З метою розширення території саду він прикупив кілька сусідніх дачних ділянок, виписав кваліфікованого садівника, а також розпорядився видавати щорічну субсидію з казни на утримання саду. Після чого колишня назва Аптечний змінилося на Казенний сад.
Історія саду пов'язана з ім'ям ще одного представника царської сім'ї. Влітку 1863 року стало відомо, що в Таганрозі проїздом має намір побувати старший син Олександра II — князь Микола. Таганрожці вирішили зустріти спадкоємця престолу якомога краще. За проектом місцевого архітектора Трусова в найкоротші терміни була побудована в саду ажурна різьблена дерев'яна альтанка з красивим куполом, з якого був опущений дикий виноград.
У цій «Китайській альтанці» 14 серпня 1863 року було дано урочистий обід на честь 20-річного царевича (якому не судилося стати імператором, тому що через два роки Микола раптово помер).
Красивий павільйон протягом чотирьох десятиліть був місцевою визначною пам'яткою. Але його спалили в 1905 році засілі там бунтівники.
У зв'язку з тим, що головний Карантин Приазов'я в 1834 році був переведений з Таганрога, потреба у лікарських травах зменшилася. Аптечні плантації в саду поступово були знищені, а разом з ними вирубали велику частину фруктових дерев, залишаючи в основному тільки декоративні рослини.

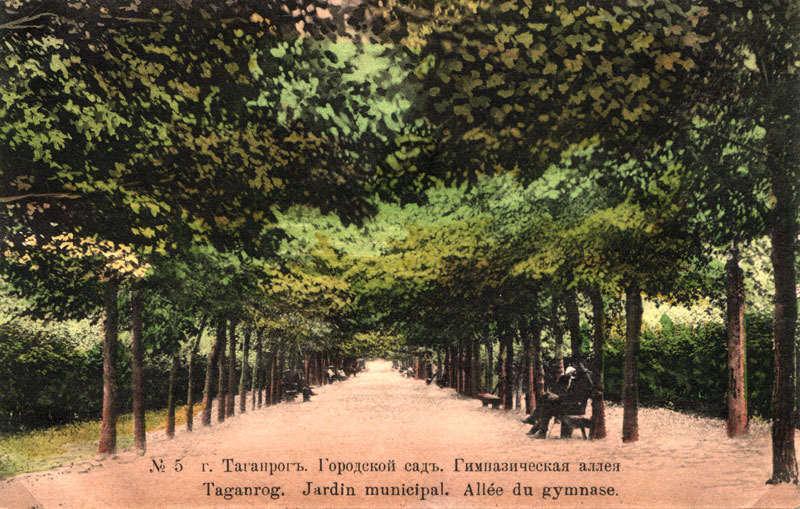
Парк на листівці 19 століття

Сад був дуже красивий, він терасами спускався до моря. З інших трьох сторін була огорожа: з 1827 року — дерев'яна, з 1909 року — кам'яна, вхід був безкоштовним. Оскільки субсидія на утримання саду, дарована Олександром I, була скасована в 1841 році Миколою I, доводилося вишукувати інші засоби.
Велику фінансову підтримку міській владі надавав спеціально створений садовий комітет, куди увійшли місцеві заможні люди, такі як: М. М. Варваці (онук I. А. Варваці), купець І. Кобилін та інші. Якийсь Єрмолаєв зняв в оренду частину саду, де розводив тутові дерева і мав невеликий шовковий заводик.
Після відкриття нового міського театру (1866) сад був переданий до його відання з правом давати в ньому публічні вистави. Звідси й третя назва саду — «Публічний сад». Влітку на естраді старої ротонди почав виступати симфонічний оркестр під керівництвом диригента італійської опери Г. В. Молла. Після його смерті оркестр очолив його син, талановитий музикант В. Г. Молла. У зимовий час у саду працювала ковзанка. Центральна частина ділянки була відгороджена (так зване «Коло»), куди вхід став платним.
А. П. Чехов, який в гімназичні роки любив гуляти в саду, приїхавши на батьківщину у 1887 році, писав сестрі:

«Був в саду. Грала музика. Сад чудовий. Коло вщерть наповнене».

Згадав Таганрозький сад Чехов і в декількох своїх творах.
Найбільші зміни сад зазнав наприкінці XIX — початку XX століть. В. Г. Тан-Богораз, що відвідав Таганрог в 1909 році, писав:

«Старий міський сад, давня Таганрозька гордість, весь вирубаний під корінь і засаджений знову молодими деревами …».

У тому ж році біля головного входу в сад були вибудувані павільйон скетінг-рингу (катання на роликових ковзанах) і нова ротонда з концертним залом на 200 місць, в якій в 1913 році був відкритий кінотеатр «Аполло». У 1934 році будівлю кінотеатру було передано театру юного глядача, а 28 травня 1935 року тут відкрилася виставка, присвячена 75-річчю з дня народження А. П. Чехова.

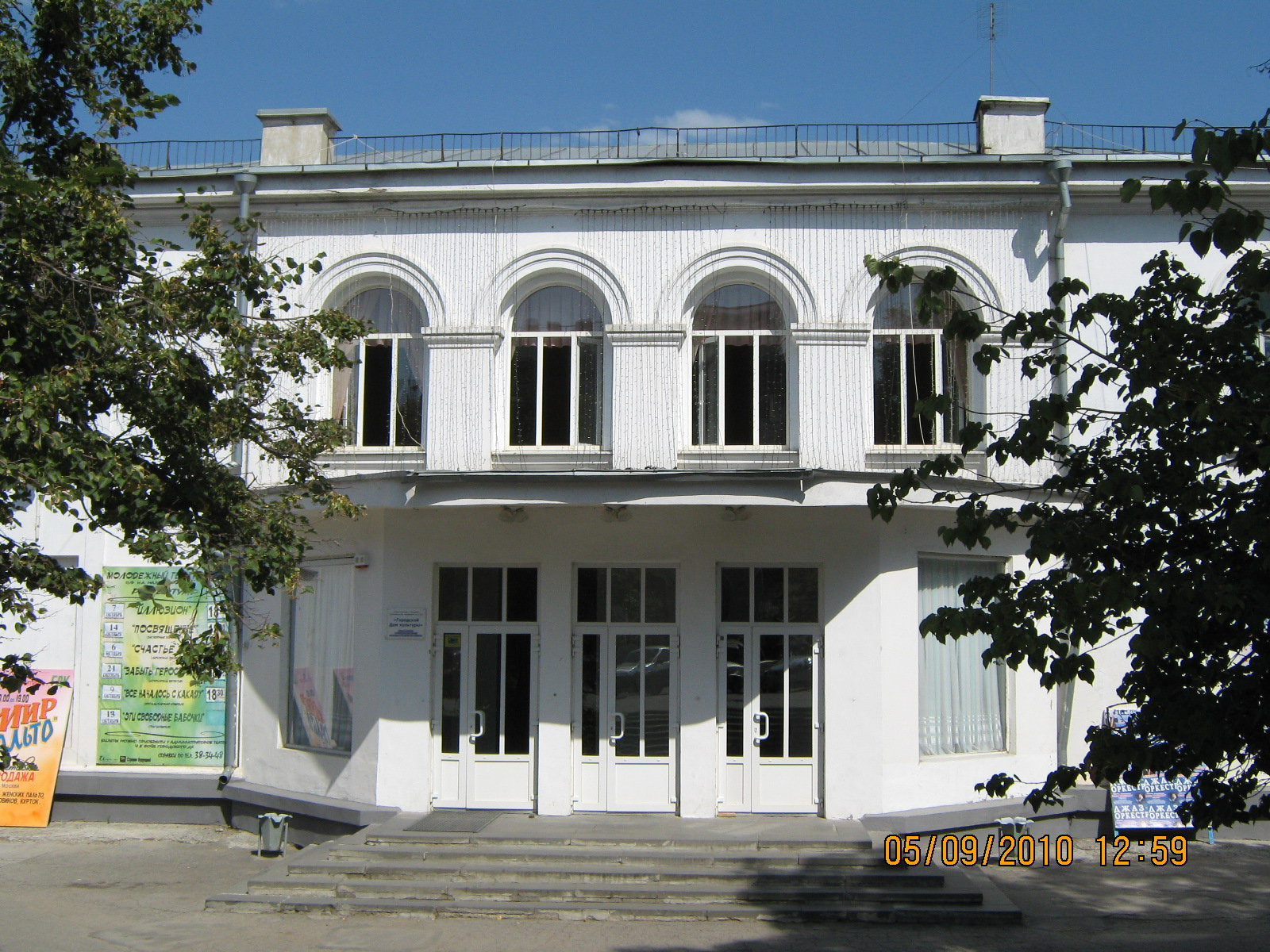
міський Будинок культури

У 1934 році сад став парком, йому було присвоєно ім'я О. М. Горького.
У період німецької окупації територія міського парку сильно постраждала. Будівля кінотеатру «Аполло» і танцювальний майданчик були зруйновані, багато дерев було вирубано і використано на будівництві укріплень Міус-фронту, а звільнилася територія була перетворена на німецьке кладовище.
І все ж старий парк вижив і історія його тривала. Знову були висаджені дерева, відновлені знищені будівлі, в 1962 році на місці кінотеатру «Аполло» був відкритий міський Будинок культури.
Парк неодноразово удостоювався звання «Найкращий парк культури і відпочинку».